# Melemaea virgata
Melemaea virgata là một loài bướm đêm trong họ Geometridae.